# The Offspring
The Offspring je američki rock sastav. Osnovani su 1984. u Huntington Beachu. Do sada su objavili deset studijskih albuma. Prodali su preko 34 milijuna albuma diljem svijeta, što ih čini jednim od najprodavanijih punk rock sastava svih vremena.

## Povijest sastava
Sastav su osnovali vokalist Dexter Holland i basist Greg Kriesel koji su se upoznali u srednjoj školi, pod imenom Manic Subsidal. Inspiraciju za osnivanje dobili su od lokalnih glazbenih heroja Social Distortiona. Nakon toga sastavu su se pridružili Doug Thompson, kao vokal, i školski pazikuća Kevin "Noodles" Wasserman, koji je bio dobrodošao jer je imao dovoljno godina da kupuje alkohol Hollandu i Krieselu. Pridružio im se Thompsonov prijatelj Jim Benton kao bubnjar. Ubrzo Thompson biva istjeran iz sastava, za to vrijeme Benton ga napušta, a James Lilja se pridružuje kao novi bubnjar. Sastav je 1985. promijenio ime u The Offspring.
Nakon izdanja prvog singla "I'll be Waiting/Blackball" pod vlastitom diskografskom kućom Black Label, Lilja napušta sastav i posvećuje se karijeri ginekolog, a zamjenjuje ga Ron Welty, koji je tada imao tek 16 godina.

## Glazbeni stil i utjecaji
The Offspring se prvenstveno ubraja u punk rock sastave. Njihova glazba sadrži elemente američkog hardcore punka iz 1980-ih, grungea iz 90-ih, i povremeno ska. Riječi su im uglavnom podrugljive i sarkastične. Kao svoje najveće uzore navode The Adolescents, Bad Religion, Channel 3, Dead Kennedys, Descendents, The Dickies, Ramones, Sex Pistols, Social Distortion, TSOL i The Vandals.

## Članovi
- Bryan Keith "Dexter" Holland - vokal, ritam gitara, klavir
- Kevin "Noodles" Wasserman - glavna gitara, prateći vokal

## Diskografija
- The Offspring (1989.)
- Ignition (1992.)
- Smash (1994.)
- Ixnay on the Hombre (1997.)
- Americana (1998.)
- Conspiracy of One (2000.)
- Splinter (2003.)
- Rise and Fall, Rage and Grace (2008.)
- Days Go By (2012.)
- Let the Bad Times Roll (2021.)

## Vanjske poveznice
- Službena stranica